# Айтоско македонско благотворително братство
Айтоското македонско благотворително братство е организация на бежанците от областта Македония, установили се в Айтос, Бургаско.

## История
На Първия македонски конгрес, провел се в София на 19 – 28 март 1895 година, е основана Македонската организация, която бързо започва да образува клонове в цялата страна. Основано е и дружество в Айтос, което участва в дейността на Организацията. На Осмия македоно-одрински конгрес от 4 до 7 април 1901 година делегат е Добри Бодуров.
След Първата световна война дружеството е възстановено като благотворително братство, част от Съюза на македонските емигрантски организации. По инициатива на братството на 7 март 1926 година е образувана Македонска младежка секция „Даме Груев“ с настоятелство Янко Георгиев (председател), Олга Проматарова (подпредседател), Минка Огнянова (секретар), Марика Дамева (касиер), а съветници са Павел Ст. Тасков, Стойчо Софрониев, Янко Огнянов и Христо Д. Мангелов. В контролната комисия влизат Олга Възвъзова, Минка Клянтева, Киро Карайчев и Райна Симеонова.